# Lehrgeschwader 1
La Lehrgeschwader 1 (LG 1) (1er escadron d'instruction) est une unité d'instruction et de démonstration de la Luftwaffe pendant la Seconde Guerre mondiale.

## Opérations

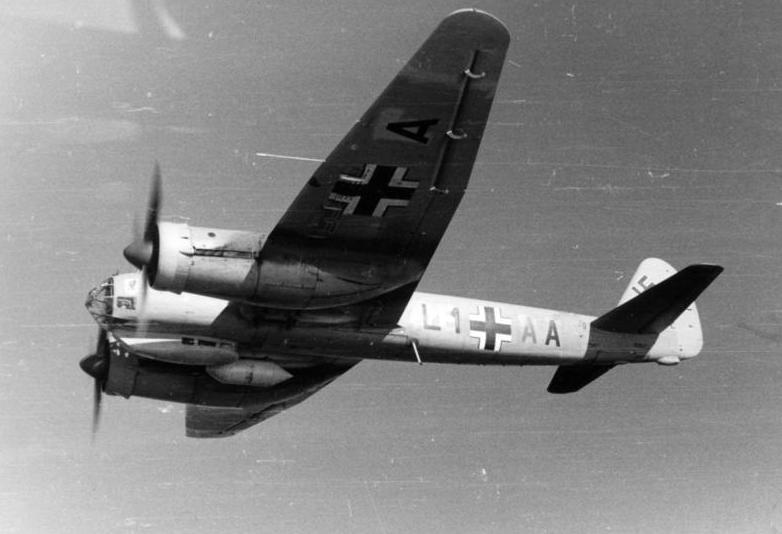
Junkers Ju 88A du LG 1 au-dessus de l'Afrique du Nord, septembre 1941

Le LG 1 a pris part aux engagements suivants :
- Campagne de Pologne
- Bataille du Danemark
- Campagne de Norvège
- Bataille des Pays-Bas
- Bataille de Belgique
- Bataille de France
- Bataille d'Angleterre
- Invasion allemande en Yougoslavie
- Bataille de Grèce
- Bataille de Crète
- Bataille de la Méditerranée
- Campagne d'Afrique du Nord
- Front de l'Est
- Front de l'Ouest
- Bataille de Normandie
- Invasion alliée de l'Ouest de l'Allemagne

## Organisation

### Stab. Gruppe
Le Stab./LG 1 est formé le 1er novembre 1938 à Greifswald à partir du Stab/LG Greifswald.

Un Stabsstaffel a existé de novembre 1938 à octobre 1944.
Le Stab./LG 1 est aussi connu comme Gefechtsverband Helbig entre août et septembre 1943, contrôlant des éléments du LG 1 et KG 76.
Il prend également le nom de Gefechtsverband Helbig entre le 7 et 18 septembre 1944, contrôlant le III./KG 51, le NSGr.2, des éléments du I./KG 51 et du Einsatzgruppe/KG 101.
Il est connu aussi comme Gefechtsverband Helbig entre le 5 mars et mai 1945, contrôlant le II./LG 1, III./KG 53, le II./KG 200 et le Versuchsverband/KG 200.

Geschwaderkommodore (Commandant de l'escadron) :
| Début             | Fin             | Grade          | Nom                                    |
| ----------------- | --------------- | -------------- | -------------------------------------- |
| 1er novembre 1938 | 9 avril 1940    | Oberst         | Dr Robert Knauss (de)                  |
| 10 avril 1940     | 21 octobre 1940 | Oberst         | Alfred Bülowius                        |
| Octobre 1940      | Juin 1942       | Oberst         | Friedrich Karl Knust                   |
| Juin 1942         | 2 décembre 1942 | Oberst         | Franz von Benda                        |
| Décembre 1942     | 2 août 1943     | Oberstleutnant | Hans-Werner Freiherr von Buchholtz     |
| 14 août 1943      | Mars 1945       | Oberst         | Joachim Helbig                         |
| Septembre 1944    | Janvier 1945    | Oberstleutnant | Rudolf Hallensleben (en) (par intérim) |
| Mars 1945         | Mai 1945        | Major          | Richard Czekay (en)                    |

### I. Gruppe
Formé le 1er novembre 1938 à Barth à partir du II./LG Greifswald avec :
- Stab I./LG 1 à partir du Stab II./LG
- 1./LG 1 à partir du 4./LG
- 2./LG 1 à partir du 5./LG
- 3./LG 1 à partir du 6./LG

en tant que I.(schwere Jagd)/LG 1
Le 8 octobre 1939, il est renommé V.(Z)/LG 1 avec :
- Stab I./LG 1 devient Stab V./LG 1
- 1./LG 1 devient 13./LG 1
- 2./LG 1 devient 14./LG 1
- 3./LG 1 devient 15./LG 1

Reformé le 1er novembre 1939 à Jesau équipés de bombardiers Heinkel He 111 avec :
- Stab I./LG 1 nouvellement créé
- 1./LG 1 nouvellement créé
- 2./LG 1 nouvellement créé
- 3./LG 1 nouvellement créé

Le I./LG 1 est dissous en avril 1945

Gruppenkommandeure (Commandant de groupe) :
| Début             | Fin              | Grade     | Nom                          |
| ----------------- | ---------------- | --------- | ---------------------------- |
| 1er novembre 1938 | 1er avril 1939   | Hauptmann | Axel von Blomberg (en)       |
| 1er avril 1939    | 8 octobre 1939   | Major     | Walter Grabmann              |
| 1er novembre 1939 | 1er juillet 1940 | Major     | Eduard Teske                 |
| 1er juillet 1940  | 7 octobre 1940   | Hauptmann | Wilhelm Kern                 |
| 7 octobre 1940    | 1er octobre 1941 | Hauptmann | Kuno Hoffmann                |
| 1er octobre 1941  | 4 novembre 1941  | Hauptmann | Dipl.Ing. Karl Vehmeyer      |
| 5 novembre 1941   | 24 janvier 1943  | Major     | Joachim Helbig               |
| Janvier 1943      | Mars 1943        | Hauptmann | Helmuth-Gerhard Hoffmann     |
| 24 mars 1943      | 4 octobre 1943   | Major     | Karl-Heinz Schomann          |
| Octobre 1943      | Mars 1944        | Major     | Heinz Ott                    |
| Mars 1944         | Mai 1944         | Hauptmann | Schnegelsberg (par intérim)  |
| 16 mai 1944       | 1er juillet 1944 | Major     | Richard Czekay (en)          |
| 7 juillet 1944    | Novembre 1944    | Major     | Heinz Ott                    |
| Novembre 1944     | 26 décembre 1944 | Hauptmann | Rüdiger Pannenborg           |
| 27 décembre 1944  | 23 janvier 1945  | Hauptmann | Paul Hecking                 |
| 12 février 1945   | Avril 1945       | Hauptmann | Siegfried Freiherr von Cramm |

### II. Gruppe
Formé le 1er novembre 1938 à Schwerin à partir du III./KG 152 avec :
- Stab II./LG 1 à partir du Stab III./KG 152
- 4./LG 1 à partir du 7./KG 152
- 5./LG 1 à partir du 8./KG 152
- 6./LG 1 à partir du 9./KG 152

Gruppenkommandeure :
| Début             | Fin               | Grade          | Nom                                                   |
| ----------------- | ----------------- | -------------- | ----------------------------------------------------- |
| 1er novembre 1938 | 1er juillet 1939  | Oberstleutnant | Hans-Detlef Herhudt von Rohden (de)                   |
| 1er juillet 1939  | 15 mai 1940       | Major          | Kurt Dobratz                                          |
| 16 mai 1940       | 17 septembre 1940 | Hauptmann      | Heinz Cramer (en)                                     |
| Septembre 1940    | 1er octobre 1940  | Hauptmann      | Bernhard von Dobschütz (par intérim)                  |
| Octobre 1940      | Décembre 1940     | Hauptmann      | Arved Crüger (en)                                     |
| Décembre 1940     | 17 octobre 1942   | Major          | Gerhard Kollewe (en)                                  |
| 18 octobre 1942   | 20 janvier 1943   | Hauptmann      | Gerhard Richter (en)                                  |
| 21 janvier 1943   | 24 mars 1943      | Hauptmann      | Karl-Heinz Schomann                                   |
| 24 mars 1943      | 10 septembre 1943 | Major          | Gerhard Richter                                       |
| 10 septembre 1943 | 3 mai 1944        | Hauptmann      | Leopold Köck                                          |
| 16 mai 1944       | 30 juin 1944      | Hauptmann      | Dieter-Hans Clemm von Hohenberg (en) (Mort au combat) |
| 1er juillet 1944  | 8 mai 1945        | Hauptmann      | Karl Peters                                           |

### III. Gruppe
Formé le 1er novembre 1938 à Greifswald à partir du III./LG Greifswald avec :
- Stab III./LG 1 à partir du Stab III./LG
- 7./LG 1 à partir du 7./LG
- 8./LG 1 à partir du 8./LG
- 9./LG 1 à partir du 9./LG

Le 1er septembre 1942, le Stab III./LG 1 est renommé III./KG 6 avec :
- Stab III./LG 1 devient Stab III./KG 6
- 7./LG 1 devient 7./KG 6
- 8./LG 1 devient 8./KG 6
- 9./LG 1 devient 9./KG 6

Reformé le 1er mai 1943 à Barth à partir du I./KG 55 avec :
- Stab III./LG 1 à partir du Stab I./KG 55
- 7./LG 1 à partir du 1./KG 55
- 8./LG 1 à partir du 2./KG 55
- 9./LG 1 à partir du 3./KG 55

Le III./LG 1 est dissous en juin 1944.
Gruppenkommandeure :
| Début             | Fin              | Grade          | Nom                                  |
| ----------------- | ---------------- | -------------- | ------------------------------------ |
| 1er novembre 1938 | 30 novembre 1938 | Oberstleutnant | Hans Seidemann                       |
| 1er janvier 1939  | 18 juillet 1940  | Major          | Dr Ernst Bormann                     |
| 19 juillet 1940   | Octobre 1940     | Hauptmann      | Karl-Friedrich Knust                 |
| Octobre 1940      | Décembre 1940    | Hauptmann      | Freiherr von Grothe                  |
| Décembre 1940     | Décembre 1941    | Hauptmann      | Bernhard Nietsch                     |
| Janvier 1942      | Septembre 1942   | Hauptmann      | Hermann Hogeback                     |
| 1er mai 1943      | 25 avril 1944    | Hauptmann      | Hans-Günther Nedden                  |
| 25 avril 1944     | 15 mai 1944      | Hauptmann      | Dieter-Hans Clemm von Hohenberg (en) |
| ?                 | ?                | ?              | ?                                    |

### IV.(Stuka)/LG 1
Formé le 1er novembre 1938 à Barth à partir du IV./LG Greifswald avec :
- Stab IV./LG 1 à partir du Stab IV./LG
- 10./LG 1 à partir du 10./LG
- 11./LG 1 à partir du 11./LG
- 12./LG 1 à partir du 12./LG

Le 27 janvier 1942, le IV./LG 1 est renommé I./St.G.5 avec : 
- Stab IV./LG 1 devient Stab I./St.G.5
- 10./LG 1 devient 1./St.G.5
- 11./LG 1 devient 2./St.G.5
- 12./LG 1 devient 3./St.G.5

Gruppenkommandeure :
| Début             | Fin              | Grade     | Nom                        |
| ----------------- | ---------------- | --------- | -------------------------- |
| 1er novembre 1938 | 14 juin 1940     | Hauptmann | Peter Kögl                 |
| 15 juin 1940      | 31 juillet 1940  | Hauptmann | Bernd von Brauchitsch (en) |
| 1er août 1940     | 21 décembre 1940 | Hauptmann | Erwin Röder                |
| 21 décembre 1940  | 31 mai 1941      | Hauptmann | Walter Klemme              |
| 1er juin 1941     | 27 janvier 1942  | Hauptmann | Arnulf Blasig (en)         |

### V.(Z)/LG 1
Formé le 8 octobre 1939 à Jesau à partir du I./LG 1 avec :
- Stab V./LG 1 à partir du Stab I./LG 1
- 13./LG 1 à partir du 1./LG 1
- 14./LG 1 à partir du 2./LG 1
- 15./LG 1 à partir du 3./LG 1

Le 1er octobre 1940, le V./LG 1 est renommé I./NJG 3 avec : 
- Stab V./LG 1 devient Stab I./NJG 3
- 13./LG 1 devient 1./NJG 3
- 14./LG 1 devient 2./NJG 3
- 15./LG 1 devient 3./NJG 3

Gruppenkommandeure :
| Début             | Fin               | Grade        | Nom               |
| ----------------- | ----------------- | ------------ | ----------------- |
| 8 octobre 1939    | 16 avril 1940     | Hauptmann    | Walter Grabmann   |
| 16 avril 1940     | 27 septembre 1940 | Hauptmann    | Horst Liensberger |
| 29 septembre 1940 | 1er octobre 1940  | Oberleutnant | Helmut Peters     |

### Ergänzungsstaffel (Stuka)/LG 1
L'Ergänzungsstaffel (Stuka)/LG 1 est formé en juin 1941 à Trondheim-Lade.
Le 26 janvier 1942, il est renommé Ergänzungsstaffel/St.G.5.

### Ergänzungsgruppe/LG 1
L'Ergänzungsgruppe/LG 1 est formé en octobre 1940 à Langendiebach comme Ergänzungsstaffel/LG 1.
Le 17 avril 1941, il augmente ses effectifs pour devenir Erg.Gruppe/LG 1 avec :
- Stab/Erg.Gruppe LG 1 nouvellement créé
- 1./Erg.Gruppe LG 1 à partir du Erg.Sta./LG 1
- 2./Erg.Gruppe LG 1 nouvellement créé
- 3./Erg.Gruppe LG 1 nouvellement créé

En janvier 1942, il devient IV./LG 1 : 
- Stab/Erg.Gruppe LG 1 devient Stab IV./LG 1
- 1./Erg.Gruppe LG 1 devient 10./LG 1
- 2./Erg.Gruppe LG 1 devient 11./LG 1
- 3./Erg.Gruppe LG 1 devient 12./LG 1

Le 13./LG 1 est formé en juin 1943 à Prague-Rusin, et est dissous en juillet 1944.
Le 25 décembre 1944, il est renommé I./EKG 1 avec : 
- Stab IV./LG 1 devient Stab I./EKG 1
- 10./LG 1 devient 1./EKG 1
- 11./LG 1 devient 2./EKG 1
- 12./LG 1 devient 3./EKG 1

Gruppenkommandeure :
| Début            | Fin              | Grade     | Nom                      |
| ---------------- | ---------------- | --------- | ------------------------ |
| 17 avril 1941    | 25 février 1942  | Major     | Dipl.Ing. Karl Vehmeyer  |
| 26 février 1942  | 17 octobre 1942  | Hauptmann | Gerhard Richter (en)     |
| Octobre 1942     | 21 novembre 1942 | Major     | Erwin Schulz             |
| Novembre 1942    | 31 janvier 1943  | Major     | Hans-Werner von Buchholz |
| 1er février 1943 | Septembre 1943   | Major     | Heinz Ott                |
| 5 octobre 1943   | 1er juillet 1944 | Major     | Karl-Heinz Schomann      |
| 2 juillet 1944   | 25 décembre 1944 | Major     | Richard Czekay (en)      |